# Сперри, Лоуренс
Ло́уренс Бёрст Спе́рри (англ. Lawrence Burst Sperry; 21 декабря 1892, Чикаго, Иллинойс, США — 13 декабря 1923, Ла-Манш) — лётчик и изобретатель.

## Биография
Сперри был третьим сыном соизобретателя гирокомпаса Элмера Сперри и его жены Зулы. Сперри изобрел первый автопилот, который он с поразительным успехом продемонстрировал во Франции в 1914 году. Сперри также принадлежит заслуга в разработке авиагоризонта, который до сих пор используется на большинстве самолетов в начале 21 века.
В 1918 году он женился на киноактрисе Уинифред Аллен, и журнал Flying Magazine сообщил, что они стали «первой парой, которая провела медовый месяц в воздухе», совершив перелет из Амитивилля на остров Говернорс.
13 декабря 1923 года Сперри вылетел в тумане на самолете Verville-Sperry M-1 Messenger из Великобритании в направлении Франции, но так и не достиг пункта назначения. Его тело было найдено в Ла-Манше 11 января 1924 года.

## Память
На сайте, использующем название Mile High Club, «основателем» клуба считается пилот и инженер-конструктор Лоуренс Сперри, а также «светская львица миссис Уолдо Пирс» (Дороти Райс Симс), ссылаясь на их полет на оснащенной автопилотом летающей лодке Curtiss рядом с Нью-Йорком в ноябре 1916 года.

У нас с миссис Пирс не было ничего такого, что можно было бы назвать настоящим несчастным случаем. Это был всего лишь пустяковый казус. Мы решили приземлиться на воду и прекрасно спустились с высоты 600 футов и совершили бы идеальную посадку, если бы корпус нашей машины не ударился об один из колышков, которыми усеяна вода, в результате чего в нем образовалась дыра.Оригинальный текст (англ.)Why, Mrs Peirce and I didn't have what you might dignify by calling a real accident. It was only a trivial mishap. We decided to land on the water and came down perfectly from a height of 600 feet and would have made a perfect landing had not the hull of our machine struck one of the stakes that dot the water, which staved a hole in it.
В 1979 году Сперри был занесён в Международный зал славы авиации и космонавтики в Музее авиации и космонавтики Сан-Диего.
В 1992 году Сперри был занесён в Зал почёта военно-морской авиации в Национальном музее военно-морской авиации в Пенсаколе, штат Флорида.

## Лауреаты премии имени Лоуренса Сперри

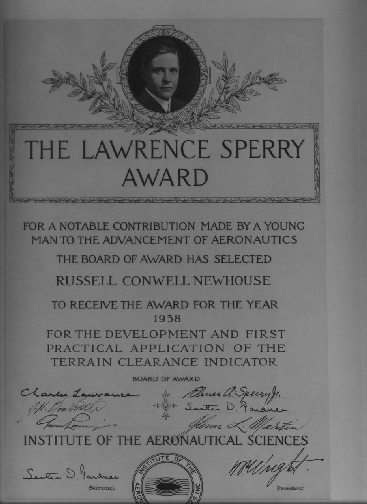
Сертификат премии имени Лоуренса Сперри, 1938

- 1938: Рассел К. Ньюхаус
- 1985: Уильям П. Лир